# Міхаель Перес Ортіс
Міхаель Перес Ортіс (ісп. Michael Pérez Ortíz, нар. 14 лютого 1993, Сапопан) — мексиканський футболіст, півзахисник клубу «Гвадалахара».
Виступав, зокрема, за клуб «Корас», а також олімпійську збірну Мексики.

## Клубна кар'єра
У дорослому футболі дебютував 2012 року виступами за команду клубу «Гвадалахара», в якій провів два сезони, взявши участь лише у 7 матчах чемпіонату.
Сезон 2014/15 на правах оренди провів у складі клубу «Корас».
До складу клубу «Гвадалахара» повернувся 2015 року. Відтоді встиг відіграти за команду з Гвадалахари 45 матчів в національному чемпіонаті.

## Виступи за збірну
Протягом 2015 року залучався до складу молодіжної збірної Мексики. На молодіжному рівні зіграв у 7 офіційних матчах, забив 1 гол.
2016 року захищав кольори олімпійської збірної Мексики. У складі цієї команди провів 3 матчі. У складі збірної — учасник футбольного турніру на Олімпійських іграх 2016 року у Ріо-де-Жанейро.

## Титули і досягнення
- Срібний призер Панамериканських ігор: 2015

- Володар Кубка Мексики 2:

«Гвадалахара»: Апертура 2015, Клаусура 2017
- Володар Суперкубка Мексики 1:

«Гвадалахара»: 2016